# Војвођанска кућа
Војвођанска кућа или традиционална кућа војвођанско-панонског типа карактеристичан је тип куће, који се још крајем 18. века јавља у Војводини, као већ потпуно формиран, зрели Архитектонски стил.

## Традиционална дужна кућа
Настанак и развој традиционалне дужне куће везује се за најшири друштвени слој, сеоско, паорско становништво. Њена форма је обележена начином живота и потребама војвођанског сељака, везана за наметнуту обавезу од аустријских власти у вези поштовања прописа о градњи. Из једног таквог односа развиo се аутентичан архитектонски стил, који карактеришу функционалност, рационално коришћење простора, једноставна конструкција, сведени облик и умерена декорација. Материјали од којих је зидана: земља, дрво, слама и трска били су јефтини и на дохват руке, а њено постављање ужом страном према уличној регулацији и троделни унутрашњи распоред просторија, дефинисали су је као тип дужне куће, или куће на бразду који је постао лако препознатљив и карактеристичан за ово поднебље.

## Дужне куће под утицајем градске архитектуре
Изглед фасаде традиционалне народне куће мења се већ почетком, а нарочито од друге половине 19. века. Под утицајем тада владајућих стилова, уведена је у народно градитељство декоративна пластика на фасадама, при чему многе старе куће мењају свој изглед само променом фасаде, уписујући при том на забату и годину када су ти радови вршени. У многим случајевима тај податак не мора бити релевантан за старост куће, јер често оне буду много старије.
Украшавањем уличне, репрезентативне фасаде плитком пластиком, наглашавани су отвори и забат. Најизраженији стилски украс на фасади је забатни венац, који одваја забат од зидног платна. Он је еволуирао од једноставног плитког сливника до богато профилисане хоризонтале. Увођењем и других, декоративних елемената, фасада се усложавала подражавајући тако фасаду варошке куће, али је својим волуменом углавном успела да задржи складност и визуелну естетику. Власници таквих кућа свесно су желели да путем њеног изгледа пласирају средини у којој живе, али и случајним пролазницима своју економску моћ, лични сензибилитет и префињени укус.

## Сеоске преке куће
Од друге половине 19. века у селима Војводине се подижу и преке куће, са широм основом постављеном на улични фронт. Додавањем једне или више соба са улице, предњи, улични тракт је променио своју функцију и изглед, а та адаптација је најчешће у вези са променом економског статуса домаћинства. Док је дужна кућа по својим карактеристикама остала у оквирима народног градитељства, прека кућа је својим изгледом и развојем основе припадала грађанској архитектури и текла је одвојено.
Појава преких кућа у селима првенствено је везана за Немце и од осталих нација у региону, а пре свих Срба, такве куће су назване „швапским кућама”. Без обзира што су се поједине куће просторно развиле до великих размера, занимљиво је да су оне на селу увек остале само приземне грађевине. Осим по облику, ове куће се издвајају и по фасадама украшеним у духу владајућих стилова: најчешће академизма, сецесије и сеоског ампира. Код преких кућа фасада је хоризонтално рашчлањена соклом, потпрозорним, надпрозорним и поткровним венцима, а вертикално пиластрима који се најчешће завршавају капителима. Прозори се обично јављају у пару. Двокрилни су, дупли и са поделом на више поља. Прозорски отвори су уоквирени шпалетнама, са завршцима у виду конзолица са кимама. Изнад прозора су натпрозорске греде у виду кордонских лукова или тимпанона.
У зависности од начина обликовања уличног крила постоје варијанте, али углавном се разликују два типа преких кућа: са и без ајнфорт капије.

### Преке куће без ајнфорт капије
Куће овог типа имају две или више соба са уличне стране, док се у дворишном крилу у дубини плаца ређају остале стамбене и економске просторије, чије основе прати зидан полуотворени или застакљени гонг. Основе су у облику обрнутог ћириличног слова „Г” или латиничног слова „Л”, у зависности од броја соба на уличном тракту. Проширењем уличног фронта, велики број кућа према организацији простора одговара традиционалном троделном типу куће на бразду од којег је и настао, са диспозицијом унутрашњег распореда просторија по принципу соба-кухиња (предсобље), соба, што им одређује пољопривредни карактер. На уличној, богато декорисаној фасади, најчешће постоји пет двокрилних прозора, од којих су крајњи упарени, а средњи јединачни.
Код појединих кућа овог типа са парним бројем прозора (четири, шест и више), постоји и улични улаз у кућу који је издигнут за неколико степеника и увучен, нишу. Врата су углавном двокрилна, богато декорисана, са витражним стаклом и металним гитерима, који су такође високе стилске израде.

### Преке куће са ајнфорт капијом
Куће са ајнфорт капијом имају две или више соба до улице и пролаз који се са стамбеним делом налази под истим кровом. Капије су двокрилне, израђене од дрвета, понегде са надсветлом које је украшено витражним стаклом.
Најразвијенији облик преке (швапске) куће у селима Војводине јавља се почетком 20. века. То су двојне преке куће, које се налазе под истим кровом и имају заједнички тавански простор у којем се складиштило жито, а које дели ајнфорт капија. Капије могу бити постављене у односу на фасаду симетрично и асиметрично. Симетрично постављена капија је карактеристична за куће у којима живе два брата, а код асиметрично постављене капије мањи део куће од ајнфорт улаза је „кућа за сина”, будући да је била намењена за одвајање мушког детета након женидбе.

## Сеоске виле
Током 19. и 20. века у градитељству Војводине долази до примене елемената из високе градске уметности. Узајамним утицајем народних градитеља и занатлија, који су искуства стицали у већим градовима Европе, елементи владајућих уметничких стилова преузети су и интерпретирани од стране сеоских занатлија, који су им дали народни облик, изражен у стилски обликованим фасадама стамбених објеката. Отуда у појединим богатијим селима региона, у којима је живео немачки живаљ и понека очувана вила, које су настале у 20. веку, углавном између два рата.